# Aérodrome de Marathon
L'aérodrome de Marathon est un aérodrome situé en Ontario, au Canada.